# Gertrud Ferchland
Martha Liska Gertrud Ferchland, genannt Trude, (* 30. Mai 1894 in Zürich; † 21. Februar 1943 in Heil- und Pflegeanstalt Obrawalde) war eine deutsche Architektin und Hochschullehrerin in der Lehrerbildung.

## Leben
Gertrud Ferchland wurde unehelich in der Schweiz geboren, da ihre Eltern (Emil Ferchland, Student an der Technischen Hochschule (Berlin-)Charlottenburg, und Mathilde Böwe, Lehrerin in Berlin) die Geburt in Deutschland verheimlichten, weil noch der Lehrerinnenzölibat bestand; erst ein halbes Jahr nach der Geburt heirateten sie. 1896 zog die Familie nach Leipzig, wo der Vater als Bauinspektor arbeitete. Mehrere Umzüge folgten, bis sich die Familie in der 1909 gegründeten Gartenstadt Hellerau bei Dresden niederließ, einem Siedlungsprojekt der Lebensreform-Bewegung. Ab 1913 studierte sie als eine der ersten Frauen Architektur an der Technischen Hochschule (Berlin-)Charlottenburg und schloss mit dem akademischen Grad Diplom-Ingenieur ab.
Dort lernte sie ihre langjährige Freundin, die spätere Architektin Lotte Cohn kennen. Ab 1917 waren beide Frauen für einige Zeit als Architektinnen am Wiederaufbau Ostpreußens beteiligt. Die Freundschaft zerbrach, nachdem Lotte Cohn 1921 nach Palästina ausgewandert war und sich Ferchland der nationalsozialistischen Bewegung annäherte. Im Herbst 1923 immatrikulierte sie sich an der Technischen Hochschule Dresden in der Allgemeinen Abteilung. Von 1923 bis 1926 studierte sie Pädagogik und war dann – erst als Sekretärin, dann als Assistentin von Richard Seyfert – am Pädagogischen Institut der Technischen Hochschule Dresden tätig. In Vorlesungsverzeichnissen wird sie ab 1930 als Dozentin geführt, sie war Mitglied des Diplom-Prüfungs-Ausschusses für Volksschullehrer, doch ihre geplante Dissertation schloss sie nicht ab. Am 1. Mai 1933 trat Ferchland der NSDAP, am 1. September 1933 dem NS-Lehrerbund bei. Etwa 1935 war sie in Berlin, um in einer Kommission im Auftrag des Reichserziehungsministeriums ein neues Lesebuch für die Volksschulen zu entwickeln. Ende 1936 zog sie von Dresden nach Schneidemühl, wo sie erst Dozentin, dann 1938 als Professorin an der Hochschule für Lehrerbildung zur Beamtin wurde. Sie bot Übungen zur Methodik des Deutschunterrichts sowie Wahlfachseminare zu Mundarten und Isländergeschichten an. 1941 wurde sie mit der Umwandlung zur Lehrerbildungsanstalt dort Studienrätin mit Professorentitel.
Am 12. Februar 1943 wurde Ferchland offenbar nach einem Nervenzusammenbruch im Krankenhaus Schneidemühl aufgenommen und ihr wurde am 15. Februar 1943 eine Geisteskrankheit attestiert. Die Verlegung in die Heil- und Pflegeanstalt Obrawalde wurde beantragt. Im Attest sind keine körperliche Krankheiten vermerkt, nur der Hinweis auf einen Sanatoriums-Aufenthalt im Vorjahr aufgrund von Unruhezuständen. In einem anderen Dokument ist von Depressionen die Rede.
Am 16. Februar erfolgte die Aufnahme in Meseritz-Obrawalde. Der Direktor der Lehrerinnenbildungsanstalt Schneidemühl, Gerhard Bergmann, schrieb an den Chefarzt Theophil Mootz: „Bei der Kollegin, Professor Dipl.-Ing. Gertrud Ferchland“, handle es sich um einen „seit längeren leidenden, aber sehr sehr wertvollen Menschen“. Der Chefarzt möge ihr doch bitte „besonderes ärztliches Interesse zuwenden“ und ihm „bei Gelegenheit eine Mitteilung über das Ergehen von Frau Ferchland zukommen“ lassen. In einer handschriftlichen Antwort vom 20. Februar mit dem Vermerk „Eilt“ heißt es, im Zustand der Patientin sei „noch keine Besserung“ eingetreten. Am 21. Februar 1943, fünf Tage nach der Verlegung nach Obrawalde, starb sie – als Todesursache wurde „Erschöpfung“ angegeben.

## Schriften
- Der ländliche Wiederaufbau Ostpreußens. In: Deutsche Bauhütte, Jahrgang 1920, Nr. # (vom 10. März 1920), S. 52.
- Volkstümliche Hochsprache. Vom deutschen Sprachunterricht in der Volksschule. Hamburg 1935.